# Haukijärvi (Gällivare socken, Lappland, 748178-173346)
Haukijärvi är en sjö i Gällivare kommun i Lappland och ingår i Kalixälvens huvudavrinningsområde.